# The Sims 2: Nightlife
The Sims 2: Nightlife је други додатак за игру The Sims 2 који је објављен 13. септембра 2005. године, само годину дана након објављивања игре. У Европи, Аустралији и Новом Зеланду је објављен само три дана касније, а посебна верзија додатка направљена за Мекинтош оперативне системе објављена је 27. марта 2006. године. Додатак се центрира на градско подручје које омогућује многе нове активности за Симсе као што су, куглање, караоке, вечерање, играње и слично. Такође је омогућено излажење у град са својим пријатељима као и још многе друге ствари.